# GEHA 필드 앳 애로헤드 스타디움
GEHA 필드 앳 애로헤드 스타디움(GEHA Field at Arrowhead Stadium)은 미국 미주리주 캔자스시티에 위치한 미식 축구 경기장으로 미국에서 4번째로 큰 미식 축구 경기장이며 1996년부터 2007년까지는 MLS의 스포팅 캔자스시티와 NFL의 캔자스시티 치프스가 공동으로 사용했지만 현재는 NFL의 캔자스시티 치프스의 단독 홈 그라운드로 사용되고 있다. 2007년 3억 7천 5백만 달러를 들여 보수 공사를 시작한 뒤 3년만인 2010년 보수 공사를 완료했으며 2026년 FIFA 월드컵 개최 장소로 선정되었다.